# Diari del Priorat
El Diari del Priorat fou un periòdic publicat entre 2009 i 2012 distribuït a la comarca del Priorat i al Baix Camp nord. Fou el primer mitjà de comunicació amb periodicitat quinzenal que es publicà a la comarca des de l'any 1934, editat per Edicions Meridional On Line SL i va tenir, fins al març de 2011, una seu a Falset. La publicació es definia com a independent i el preu de venda era d'1,75 euros. Imprès a color, amb una paginació de 40 pàgines i amb un format de 284 x 360 mm. Fou dirigit pel professor de la Universitat Autònoma de Barcelona Carles Figuerola Casas. La presentació oficial es va fer el 10 de juliol de 2009 al Teatre de l'Artesana de Falset. El primer número va ser gratuït i es publicà el 19 de setembre mentre que el primer número que es posà a la venda sortí el 26 de setembre de 2009. L'any 2009 va ser un dels quinze diaris que es van adherir a l'editorial conjunt La dignitat de Catalunya en defensa de l'Estatut d'Autonomia de Catalunya de 2006. Era membre de l'Associació Catalana de la Premsa Comarcal.